# Straßenbahn Słupsk
Die Straßenbahn Słupsk war eine elektrische Straßenbahn in der polnischen Stadt Słupsk, deutsch Stolp, in der Woiwodschaft Pommern, die von 1910 bis 1959 in Betrieb war.

## Geschichte
Stolp in Pommern war zu Beginn des 20. Jh. das wichtigste regionale Zentrum zwischen Stettin und Danzig. Die Industrie entwickelte sich, es gab Fabriken für Möbel, Landmaschinen, Brauereien, Molkereien, eine riesige Käserei, Sägewerke und chemische Fabriken. Im Zusammenhang mit dem Bau des lokalen Kraftwerks, wurde auch eine elektrische Straßenbahn geplant. Das Projekt wurde im April 1910 genehmigt und innerhalb vier Monaten umgesetzt. Auftragnehmer waren die Siemens-Schuckertwerke (SSW), die als Generalunternehmen für die Ausführung der Bauarbeiten und die Lieferung der Straßenbahnwagen zuständig waren. Zur 600-Jahr-Feier der Stadt am 3. September 1910 konnte der Betrieb aufgenommen werden.
Die schwierige wirtschaftliche Lage nach dem Ersten Weltkrieg führte zu einer vorübergehenden vollständigen Einstellung des Betriebs, die von Dezember 1922 bis Mitte 1924 dauerte.
Nach dem Zweiten Weltkrieg war die Innenstadt wegen Kriegshandlungen der Roten Armee nicht zugänglich. Ende 1945 wurde der Straßenbahnbetrieb wieder aufgenommen, vorerst nur auf einer sechs Kilometer langen Linie mit acht Motorwagen. 1949 waren wieder drei Linien mit einer Gesamtlänge von 7,2 km in Betrieb.
Der Straßenbahnbetrieb wurde am 16. März 1959 eingestellt.

## Streckennetz
Bei Eröffnung waren zwei Linien mit einer Gesamtlänge von 4,6 km in Betrieb, die sich am Markt (Rynek) kreuzten, eine dritte Linie kam 1913 dazu. Das Depot befand sich in der Amtstrasse (Kopernika).
Die Linien waren mit Farben gekennzeichnet und verkehrten 1925 wie folgt:
|  | Bahnhof (dworzec) – Markt (Rynek) – Mackensenstraße (Arciszewskiego)      |
|  | Schlawerstraße (Szczecińska) – Markt (Rynek) – Waldkater (Lasek Północny) |
|  | Bahnhof (dworzec) – Markt (Rynek) – Bütower Chaussee (Poznańska)          |